# Caralluma sinaica
Caralluma sinaica là một loài thực vật có hoa trong họ La bố ma. Loài này được (Decne.) A.Berger mô tả khoa học đầu tiên năm 1910.